# أولاد بويا عبو (حمداوة الجنوبية)
أولاد بويا عبو هو دُوَّار يقع بجماعة عين الضربان لحلاف، إقليم سطات، جهة الدار البيضاء سطات في المملكة المغربية. ينتمي الدوّار لمشيخة حمداوة الجنوبية التي تضم 4 دواوير. يقدر عدد سكانه بـ 2593 نسمة حسب الإحصاء الرسمي للسكان والسكنى لسنة 2004.

## روابط خارجية
- البوابة الوطنية للجماعات الترابية
- المندوبية السامية للتخطيط